# Omar Parada (militar)
Omar Edgardo Parada (Buenos Aires, Argentina, 10 de enero de 1927), militar argentino retirado con la jerarquía de general de brigada. Cobró notoriedad durante la guerra de las Malvinas al desempeñarse como comandante de la III Brigada de Infantería.

## Carrera
El general de brigada Omar Parada era comandante de la III Brigada de Infantería. Esta unidad se trasladó a las islas Malvinas en abril de 1982 por orden del teniente general Leopoldo Galtieri.
Cargos ocupados:
- Comandante de la III Brigada de Infantería
- Comandante de la Agrupación Ejército Gran Malvina
- Comandante de la Agrupación Ejército Litoral
- Comandante de la Reserva Estratégica Operacional
- Comandante de las Tropas Comando del Ejército
- Comandante de la Agrupación Conjunta Comandos
- Comandante de la Agrupación Conjunta Litoral

La III Brigada se desplegó en las islas Soledad y Gran Malvina.
La Comisión Interfuerzas atribuyó a Parada:
- una ignorancia sobre el estado de las fuerzas por estar ausente;
- concurrir en pocas ocasiones a su Estado Mayor;
- no estableció su puesto de mando en Puerto Darwin como le había sido ordenado, por lo cual estuvo ausente en la batalla de Pradera del Ganso;
- incumplió con sus funciones de delegado comisionado por el gobernador para la Gran Malvina, en razón de que no concurrió sino en una sola vez a la isla;
- su acción de comandante se diluyeron en tareas que no contribuyeron a la acción de la Brigada.

## Vida posterior al retiro
En 2012 presentó su libro Malvinas, llagas de una guerra.

## Juicios en su contra
El 5 de mayo de 2016 el Tribunal Oral en lo Criminal Federal de Tucumán comenzó un juicio oral por la causa de lesa humanidad del Operativo Independencia. Omar Edgardo Parada fue uno de los imputados. El 15 de septiembre de 2017 el Tribunal de Tucumán dictó las condenas y Parada resultó absuelto.